# Bățani
Băţani (Ungerska: Nagybacon, ungerskt uttal: [nɒɟbɒtson]) är en kommun i länet Covasna, i Transsylvanien i Rumänien. Den ligger i Seklerlandet, en etnokulturell region i östra Transsylvanien.

## Historia

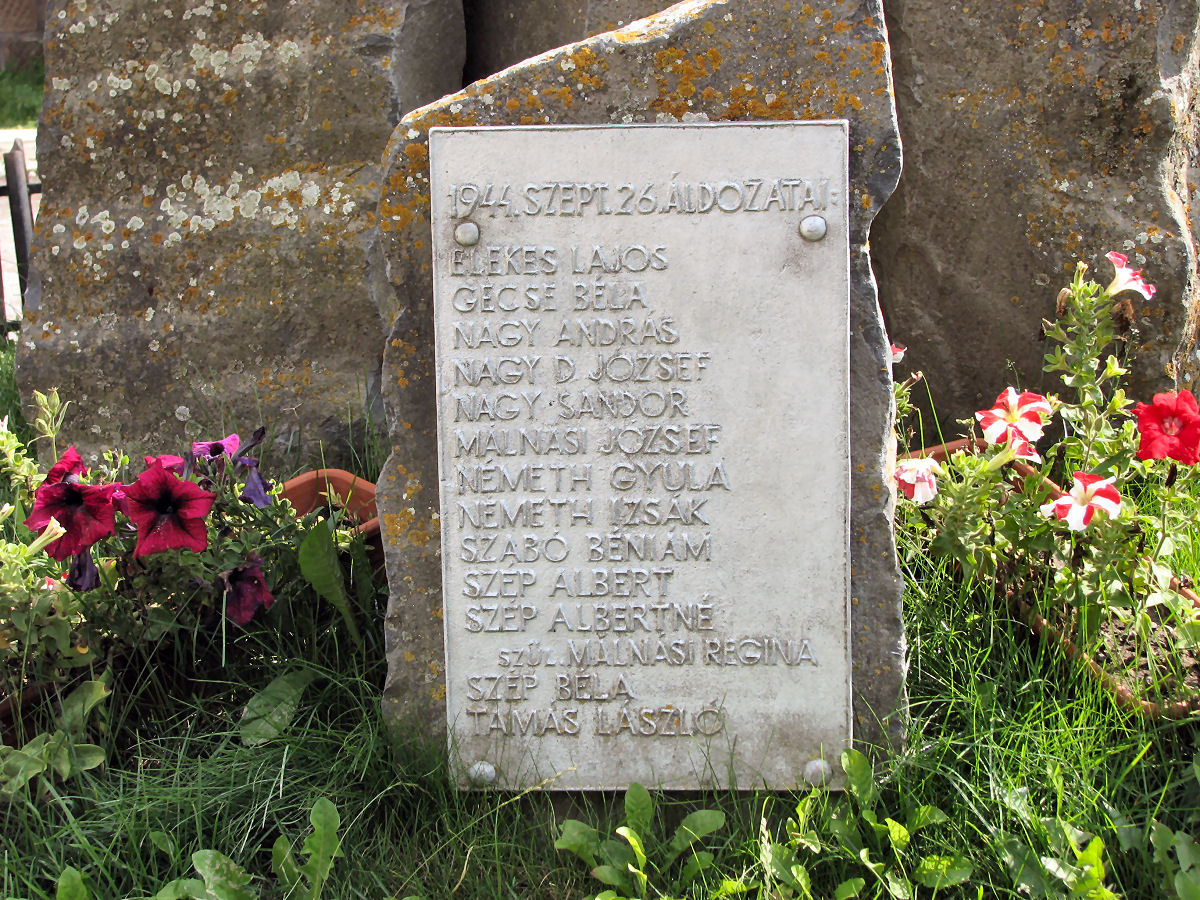
Minnesplats för de som dödades av Maniugardet den 26 september 1944

Den 26 september 1944 massakrerade medlemmar av det irreguljära paramilitära Maniu-gardet tretton szekler i byn Aita Seacă (Szárazajta).